# East Foothills
East Foothills és una població dels Estats Units a l'estat de Califòrnia. Segons el cens del 2000 tenia 8.133 habitants.

## Demografia
Segons el cens del 2000, East Foothills tenia 8.133 habitants, 2.711 habitatges, i 2.090 famílies. La densitat de població era de 1.365,3 habitants/km².
Dels 2.711 habitatges en un 30,7% hi vivien nens de menys de 18 anys, en un 63,3% hi vivien parelles casades, en un 9,5% dones solteres, i en un 22,9% no eren unitats familiars. En el 15,2% dels habitatges hi vivien persones soles el 7,3% de les quals corresponia a persones de 65 anys o més que vivien soles. El nombre mitjà de persones vivint en cada habitatge era de 2,97 i el nombre mitjà de persones que vivien en cada família era de 3,3.
Per edats la població es repartia de la següent manera: un 22,6% tenia menys de 18 anys, un 7% entre 18 i 24, un 29,2% entre 25 i 44, un 25,7% de 45 a 60 i un 15,5% 65 anys o més.
L'edat mediana era de 40 anys. Per cada 100 dones de 18 o més anys hi havia 95,7 homes.
La renda mediana per habitatge era de 74.849 $ i la renda mediana per família de 86.941 $. Els homes tenien una renda mediana de 60.477 $ mentre que les dones 38.111 $. La renda per capita de la població era de 35.354 $. Entorn de l'1,3% de les famílies i el 3% de la població estaven per davall del llindar de pobresa.

## Poblacions properes
El següent diagrama mostra les poblacions més properes.